# Kirsti Biermann
Kirsti Biermann (Oslo, 2 augustus 1950) is een schaatsster uit Noorwegen. Ze vertegenwoordigde haar vaderland op de Olympische Winterspelen 1968 in Grenoble en de Olympische Winterspelen 1972 in Sapporo.

## Resultaten

### Olympische Spelen
| Jaar | Plaats   | Resultaten                                                 |
| ---- | -------- | ---------------------------------------------------------- |
| 1968 | Grenoble | 8e 500 meter 9e 1000 meter                                 |
| 1972 | Sapporo  | 17e 500 meter 23e 1000 meter 23e 1500 meter 20e 3000 meter |

### Wereldkampioenschappen
| Jaar                      | Plaats          | Resultaten              |
| ------------------------- | --------------- | ----------------------- |
| 1967                      | Deventer        | 22e Allround            |
| 1969                      | Grenoble        | 7e Allround             |
| 1970 Allround 1970 Sprint | West Allis      | 10e Allround 16e Sprint |
| 1971 Allround 1971 Sprint | Helsinki Inzell | 18e Allround 11e Sprint |

### Europese kampioenschappen
| Jaar | Plaats     | Resultaten   |
| ---- | ---------- | ------------ |
| 1970 | Heerenveen | 17e Allround |
| 1971 | Leningrad  | 18e Allround |
| 1972 | Inzell     | 19e Allround |

### Noorse kampioenschappen
| Jaar | Allround | Sprint |
| ---- | -------- | ------ |
| 1969 | Brons    | -      |
| 1970 | Brons    | -      |
| 1971 | Zilver   | Brons  |
| 1972 | -        | Brons  |

## Records

### Persoonlijke records
| Afstand    | Tijd    | Datum            | Baan       |
| ---------- | ------- | ---------------- | ---------- |
| 500 meter  | 45,10   | 1 februari 1969  | Grenoble   |
| 1000 meter | 1.32,20 | 20 februari 1971 | Inzell     |
| 1500 meter | 2.24,20 | 1 februari 1969  | Grenoble   |
| 3000 meter | 5.13,70 | 28 februari 1970 | West Allis |

#### Wereldrecords laaglandbaan (officieus)
| Nr. | Afstand   | Tijd | Datum           | Baan     |
| --- | --------- | ---- | --------------- | -------- |
| 1.  | 500 meter | 45,1 | 1 februari 1969 | Grenoble |